# (1126) Otero
Pour les articles homonymes, voir Otero.
(1126) Otero est un astéroïde de la ceinture principale, découvert le 11 janvier 1929 par l'astronome allemand Karl Wilhelm Reinmuth depuis l'observatoire du Königstuhl.
Sa désignation provisoire était 1929 AC.
Il est nommé en l'honneur de Caroline Otero dite la belle Otero.